# Winona Oak

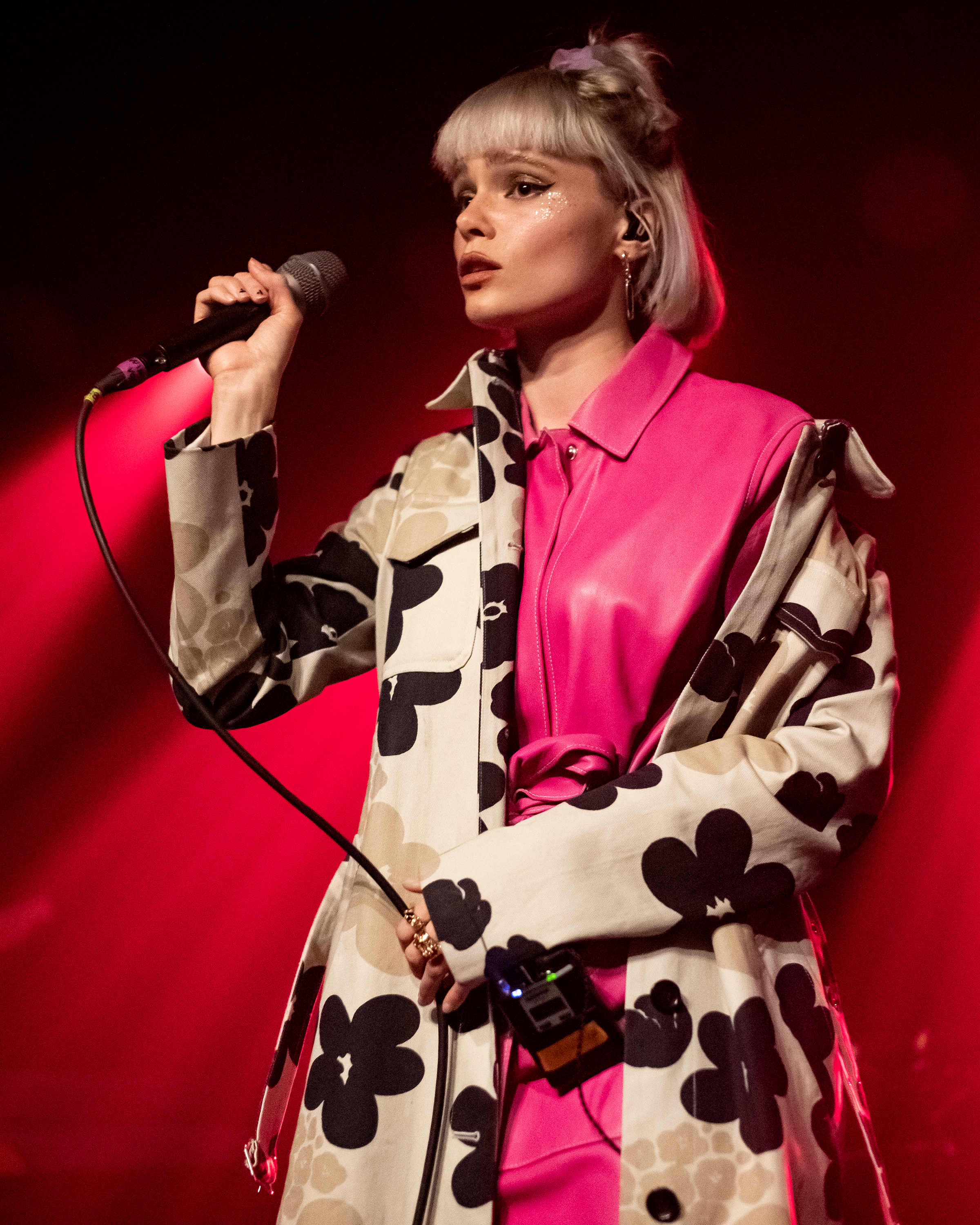
Winona Oak, 2020

Winona Oak (* 8. Oktober 1994 als Johanna Ekmark) ist eine schwedische Sängerin und Songwriterin.

## Leben
Ekmark wuchs auf der schwedischen Insel Sollerön auf. In ihrer Kindheit lernte sie sowohl Geige als auch Klavier und sie betätigte sich im Bereich der Pferdeakrobatik. Sie zog später nach Stockholm, in ihrer Zeit dort nahm sie an einer Songwriting-Veranstaltung in Nicaragua teil, wo sie den australischen Musikproduzenten What So Not kennen lernte. Für ihn schrieb sie die beiden Lieder Better und Stuck In Orbit. Zudem steuerte sie den Gesang zu seinem Lied Beautiful bei. Nach einiger Zeit in Stockholm zog sie nach Los Angeles um. Nachdem sie einen ersten Plattenvertrag unterzeichnete, war sie im Jahr 2018 als Sängerin an der Single Hope des US-amerikanischen Duos The Chainsmokers beteiligt.
Als ihre offizielle Debütsingle wurde im Frühjahr 2019 das Lied He Don’t Love Me herausgegeben. Im Januar 2020 veröffentlichte sie ihre Debüt-EP Closure. Bei der Radiomusikpreisverleihung P3 Guld wurde sie im gleichen Jahr in der Kategorie „Künstler der Zukunft“ nominiert. Im Mai 2020 erschien das Lied Oxygen gemeinsam mit Robin Schulz. Mit She publizierte sie im Oktober 2020 ihre zweite EP. Im Juni 2022 kam Winona Oaks Debütalbum Island of the Sun heraus.

## Auszeichnungen
- P3 Guld, Nominierung in der Kategorie „Künstler der Zukunft“

## Diskografie

### Alben
- 2022: Island of the Sun

### EPs
- 2020: Closure
- 2020: She
- 2024: Void
- 2025: Salt

### Singles
- 2018: Don’t Save Me
- 2018: Beautiful (What So Not feat. Winona Oak)
- 2018: Hope (The Chainsmokers feat. Winona Oak, US: Gold)
- 2019: He Don’t Love Me
- 2019: Break My Broken Heart
- 2019: Let Me Know
- 2020: Oxygen (Robin Schulz feat. Winona Oak)
- 2020: Thinking About You (R3hab feat. Winona Oak)
- 2020: With Myself
- 2020: Piano in the Sky
- 2021: Winter Rain
- 2021: Nobody Loves Me (feat. Elio)
- 2021: Lonely Hearts Club
- 2021: Old Insecurities
- 2021: Skin & Bones (Kito feat. Winona Oak)
- 2021: World We Used to Know (Alan Walker feat. Winona Oak)
- 2022: Island of the Sun
- 2022: Baby Blue
- 2022: Jojo
- 2023: With or Without You
- 2023: Fire Escapes
- 2023: Fragile Thing
- 2024: If I Were to Die
- 2024: Inside Out
- 2024: You’re Always High
- 2024: My Body
- 2024: I Broke Me First

## Auszeichnungen für Musikverkäufe
| Goldene Schallplatte - Australien - 2019: für die Single Hope - Polen - 2023: für die Single Hope | Platin-Schallplatte - Brasilien - 2023: für die Single Hope - Kanada - 2019: für die Single Hope - Neuseeland - 2023: für die Single Hope - Polen - 2020: für die Single He Don’t Love Me |

| Land/RegionAuszeichnungen für Musikverkäufe (Land/Region, Auszeichnungen, Verkäufe, Quellen) | Gold     | Platin     | Verkäufe | Quellen             |
| -------------------------------------------------------------------------------------------- | -------- | ---------- | -------- | ------------------- |
| Australien (ARIA)                                                                            | Gold1    | —          | 35.000   | aria.com.au         |
| Brasilien (PMB)                                                                              | —        | Platin1    | 40.000   | pro-musicabr.org.br |
| Kanada (MC)                                                                                  | —        | Platin1    | 80.000   | musiccanada.com     |
| Neuseeland (RMNZ)                                                                            | —        | Platin1    | 30.000   | radioscope.co.nz    |
| Polen (ZPAV)                                                                                 | Gold1    | Platin1    | 45.000   | olis.pl             |
| Vereinigte Staaten (RIAA)                                                                    | Gold1    | —          | 500.000  | riaa.com            |
| Insgesamt                                                                                    | 3× Gold3 | 4× Platin4 |          |                     |